# Acció Regionalista Corsa
Acció Regionalista Corsa (ARC) fou un grup nacionalista cors sorgit el 1967 com a escissió del Front Regionalista Cors (FRC), dirigit pels germans Max Simeoni i Edmond Simeoni, que reclamen més autonomia en la gestió dels recursos. A les eleccions cantonals de 1967 obté el 12% dels vots i convoca manifestacions a tota l'illa. Des del 1969 van promoure diversos atemptats amb explosius arreu de Còrsega, i el 1970 van obtenir el 15% dels vots a les cantonals. Aleshores reclamen la constitució d'una Assemblea de Còrsega escollida sota sufragi universal. i participà en les manifestacions contra els vessaments de mercuri de Montedison (1972). El 1973 adopta el nom Acció per a la Renaixença Corsa (ARC), amb 500 militants, que reclama una autonomia real, en un manifest conjunt amb el Partit del Poble Cors (A Chjama di Castellare), i és acusat d'haver practicat més de 40 plasticages contra interessos considerats colonials.
El setembre de 1974, pressionats per les accions del nou grup FLNC, convoca un congrés a Corte, amb 8.000 participants, on al crit I francesi fora decideixen passar a l'acció directa contra les plantacions dels pied-noir instal·lats pel SOMIVAC. Una conseqüència en foren els fets d'Aleria d'agost de 1975 i l'empresonament d'Edmond Simeoni. ARC fou prohibida pel govern francès i el 1976 es va dissoldre. Els seus militants van formar poc després la Unió del Poble Cors (UPC).